# Підгайчики (Теребовлянська міська громада)
Підга́йчики (до 1940-х років — Підгайчики Юстинові) — село в Україні, у Теребовлянській міській громаді Тернопільського району Тернопільської області. Розташоване на річці Серет.
До 2015 року — адміністративний центр Підгайчицької сільської ради, якій були підпорядковані села Зеленче, Малів, Підгора, Семенів. Від 2015 року — у складі Теребовлянської міської громади. У зв'язку з переселенням жителів хутір Вибранівка виведений з облікових даних. Населення становить 892 особи (2021).
У селі розташоване Підгайчицьке родовище вапняків і пісковиків.

## Історія
Поблизу села виявлено археологічні пам'ятки середнього палеоліту, трипільської і давньоруської культур, скарб римських монет. Поселення трипільської культури розміщене на полях, на північ від села, на височині, що тягнеться вздовж правого берега річки Серет. На поселенні виявлено рештки жител, уламки розписної кераміки та крем'яний інвентар. Розвідка В. Деметрикевича у 1890-х роках. Матеріал зберігається у Краківському археологічному музеї.
Перша писемна згадка датується 1508 роком.
Діяли «Просвіта», «Рідна школа», «Сільський господар» та інші товариства.
1 серпня 1934 року в рамках реформи на підставі нового закону про самоуправління (23 березня 1933 року) увійшло до нової сільської гміни Трембовля (Трембовлянський повіт Тернопільського воєводства).
Після другої світової війни у Підгайчиках, як і в багатьох інших сусідніх селах, оселилися переселенці з Лемківщини.
12 червня 2020 року, відповідно до розпорядження Кабінету Міністрів України № 724-р «Про визначення адміністративних центрів та затвердження територій територіальних громад Тернопільської області» увійшло до складу Теребовлянської міської громади.
19 липня 2020 року, в результаті адміністративно-територіальної реформи та ліквідації Теребовлянського району, село увійшло до складу Тернопільського району.

## Мікротопоніми
Назви піль: Контровне, Могили, Мордовия, Шибениця.

## Політика

### Парламентські вибори, 2019
На позачергових парламентських виборах 2019 року у селі функціонувала окрема виборча дільниця № 610856, розташована у приміщенні будинку культури.
Результати
- зареєстровано 668 виборців, явка 57,63 %, найбільше голосів віддано за «Слугу народу» — 31,76 %, за Всеукраїнське об'єднання «Батьківщина» — 15,75 %, за «Європейську Солідарність» — 11,02%.[6] В одномандатному окрузі найбільше голосів отримав Микола Люшняк (самовисування) — 23,37 %, за Ігоря Сопеля (Слуга народу) — 19,57 %, за Аллу Стечишин (самовисування) — 19,02 %[7].

## Поширені прізвища
Вигінний, Цаплап, Руднянин.

## Пам'ятки

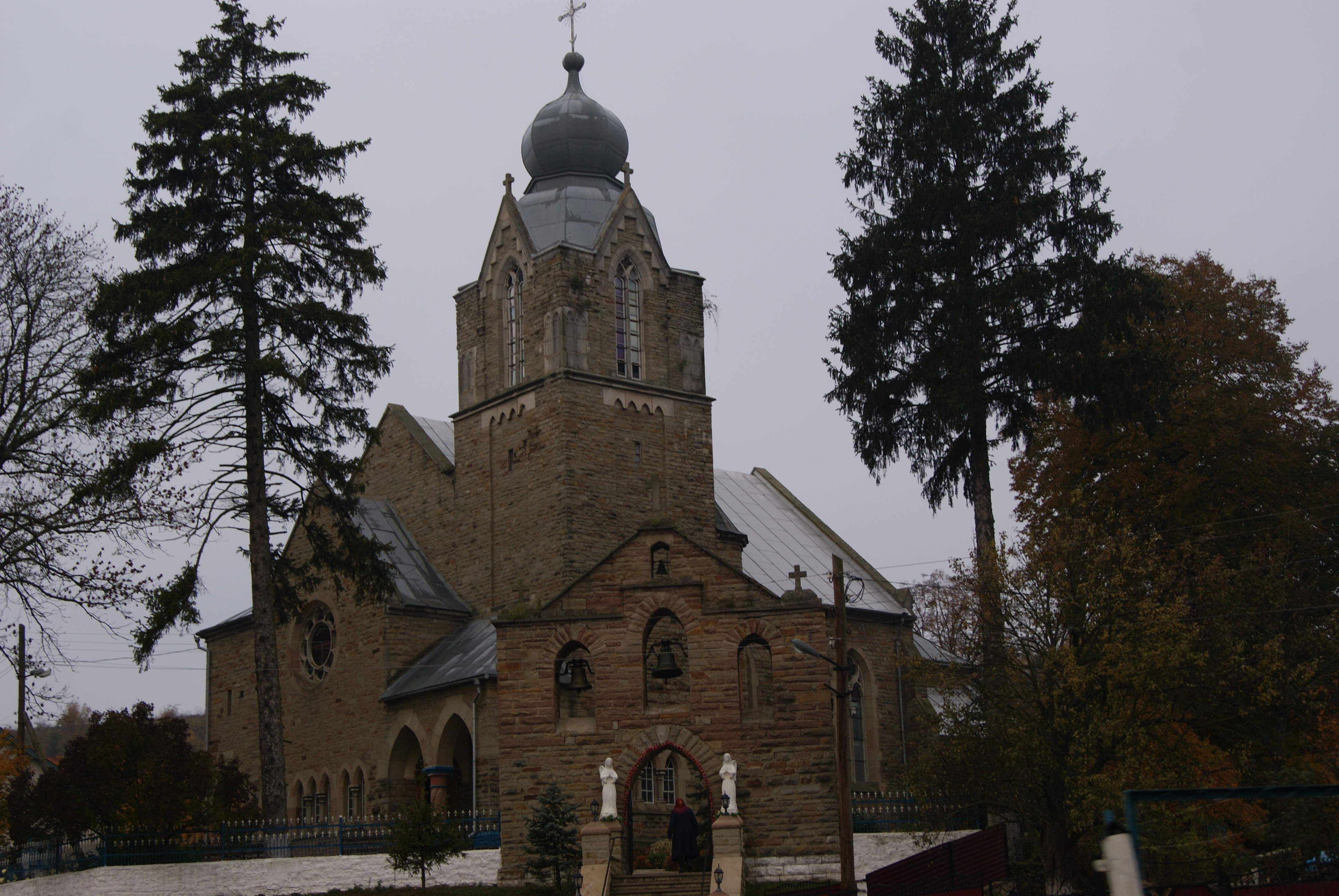
Церква Воздвиження Чесного Хреста (1910)

- Церква Воздвиження Чесного Хреста (1910, кам'яна);
- Палац графа Козібродського (1887; нині тут — геріатричний центр для пристарілих та самотніх людей, до того — лікарня).
- Каплиця-гробівець Козібродських(1885), «фіґура» Матері Божої (відновлена 1993);
- Костел Відвідання Єлизавети Пресвятою Дівою Марією (1810, мурований, не зберігся).

## Соціальна сфера
Працюють загальноосвітня школа I-II ступенів, Будинок культури, бібліотека, відділення поштового зв'язку.

## Відомі люди
Народилися
- Шевченко (Манько) Микола Романович — український військовослужбовець, солдат Збройних сил України, 44-а окрема артилерійська бригада.учасник російсько-української війни[8].

Пов'язані з селом
В селі працювали Герої соц. праці П. Гачок (?-1966) та К. Колцун.[джерело?]

## Галерея

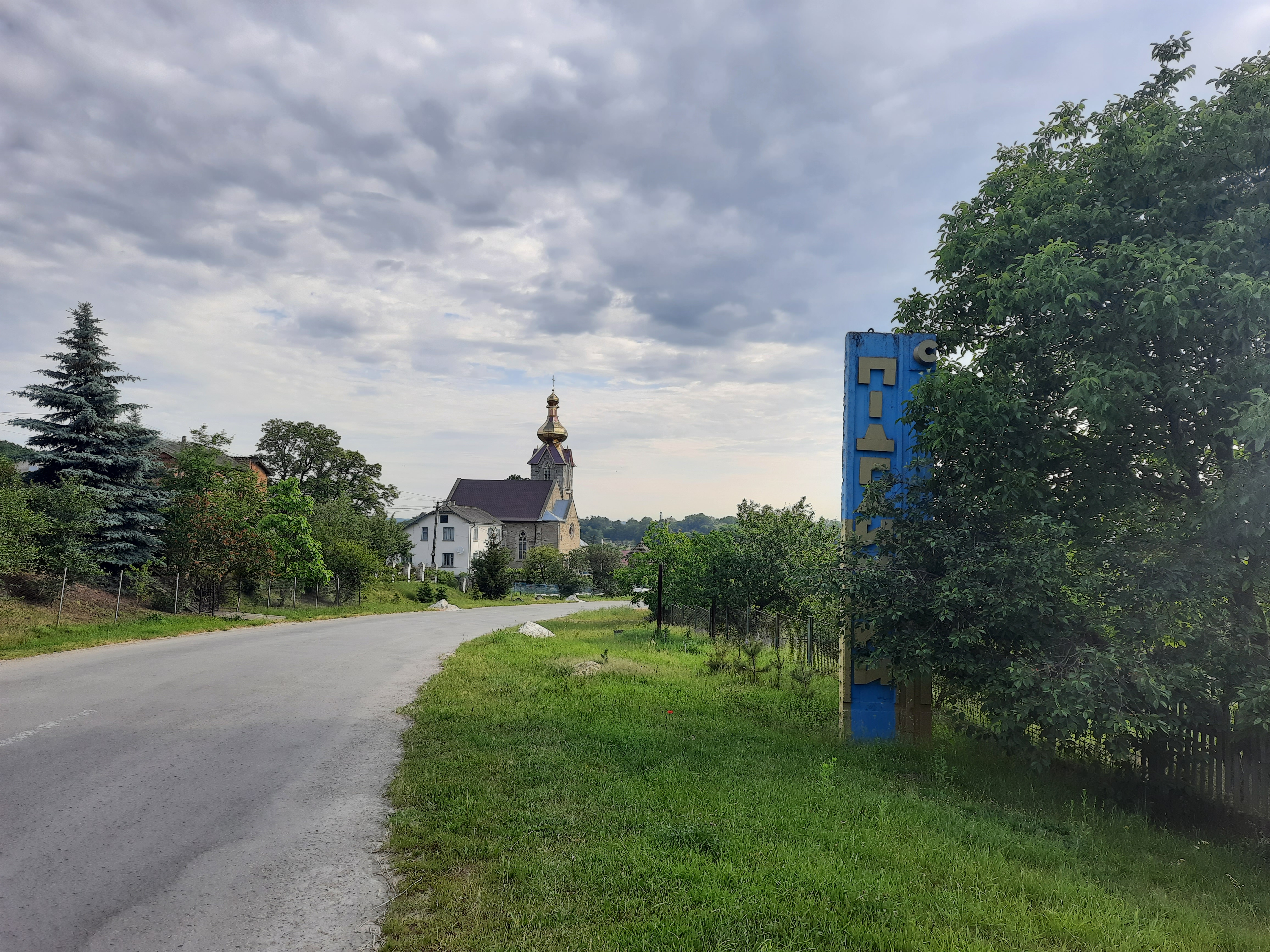
В'їзд у село
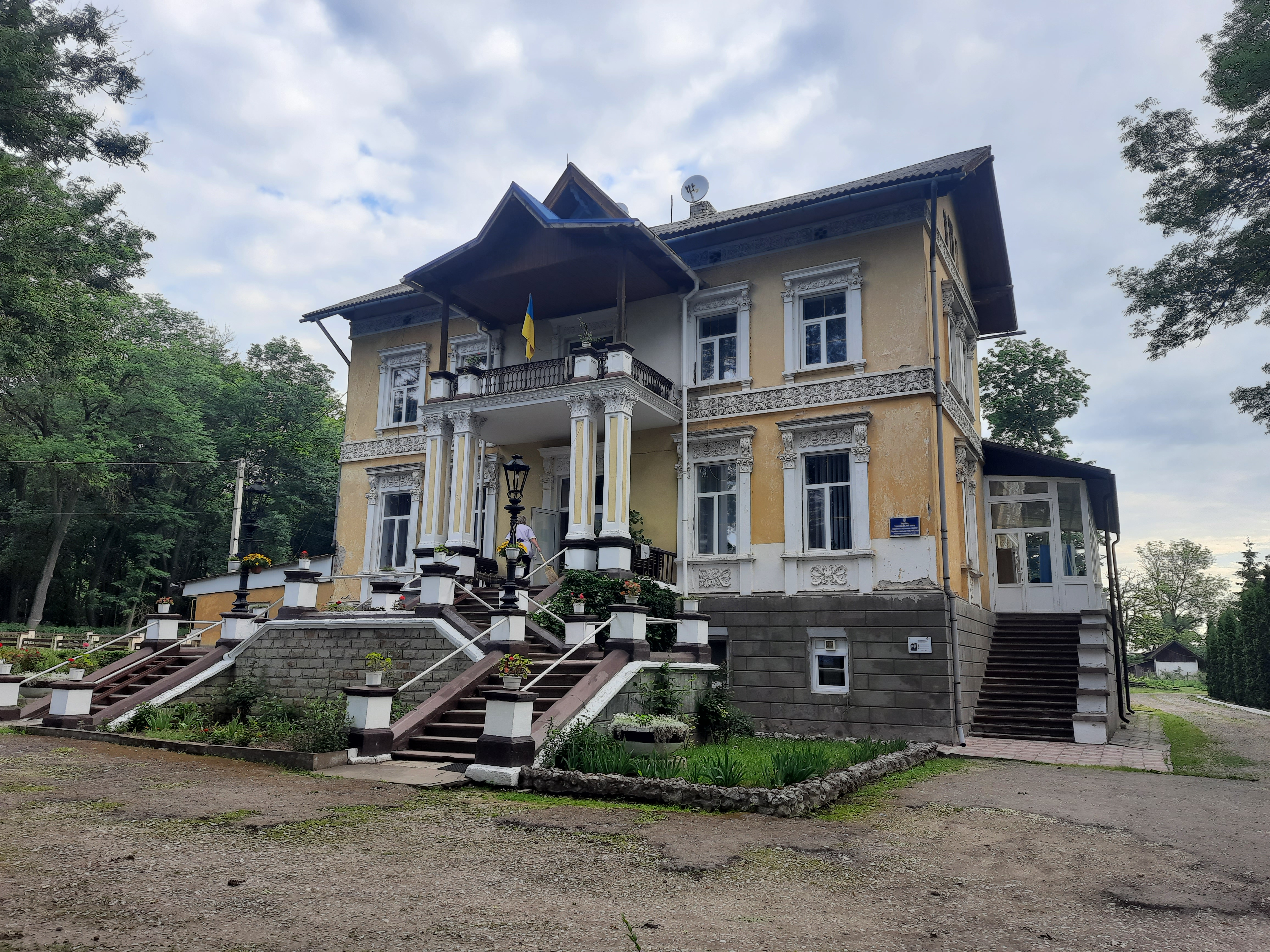
Палац графа Козібродського
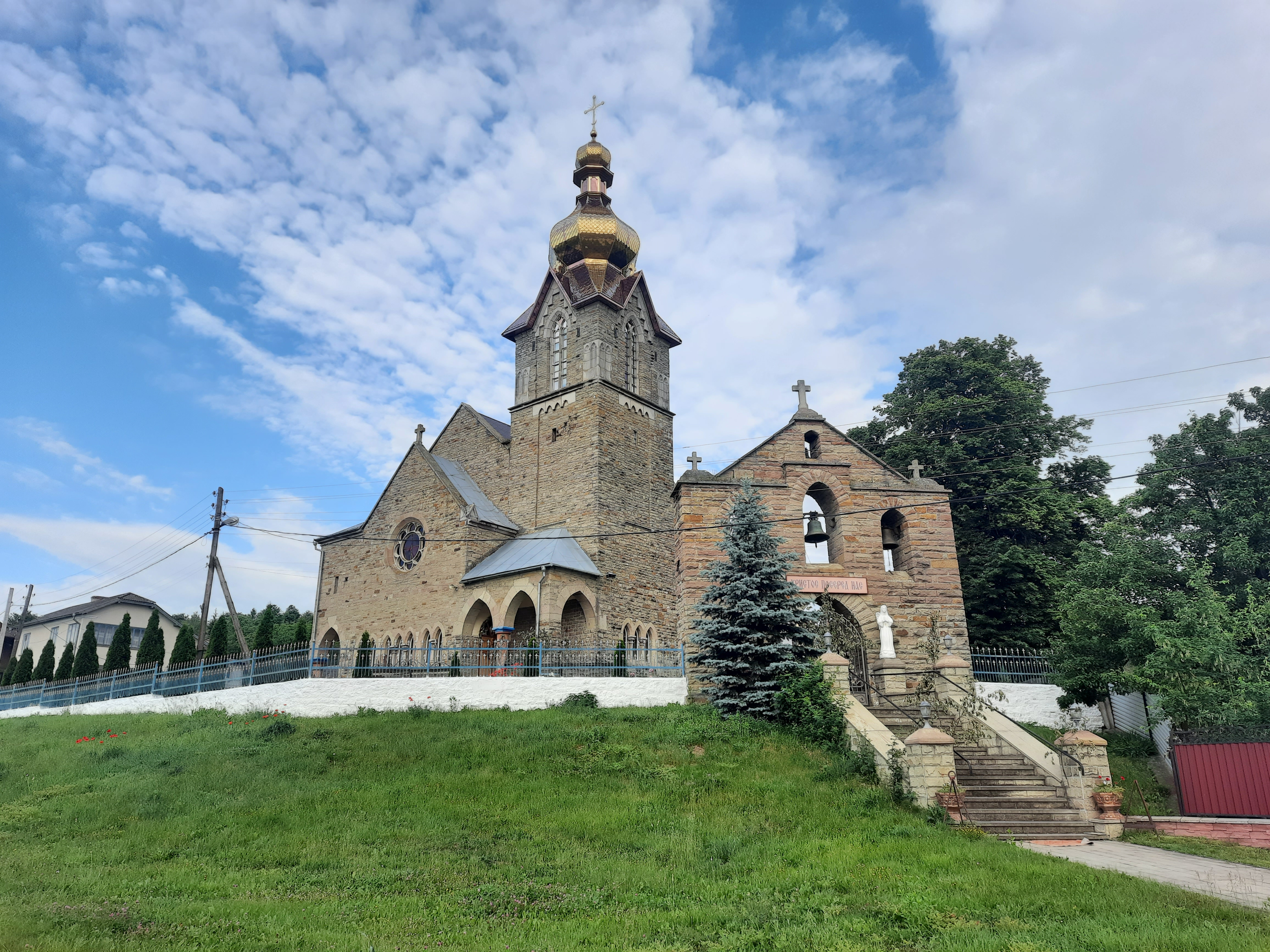
Церква Воздвиження Чесного Хреста
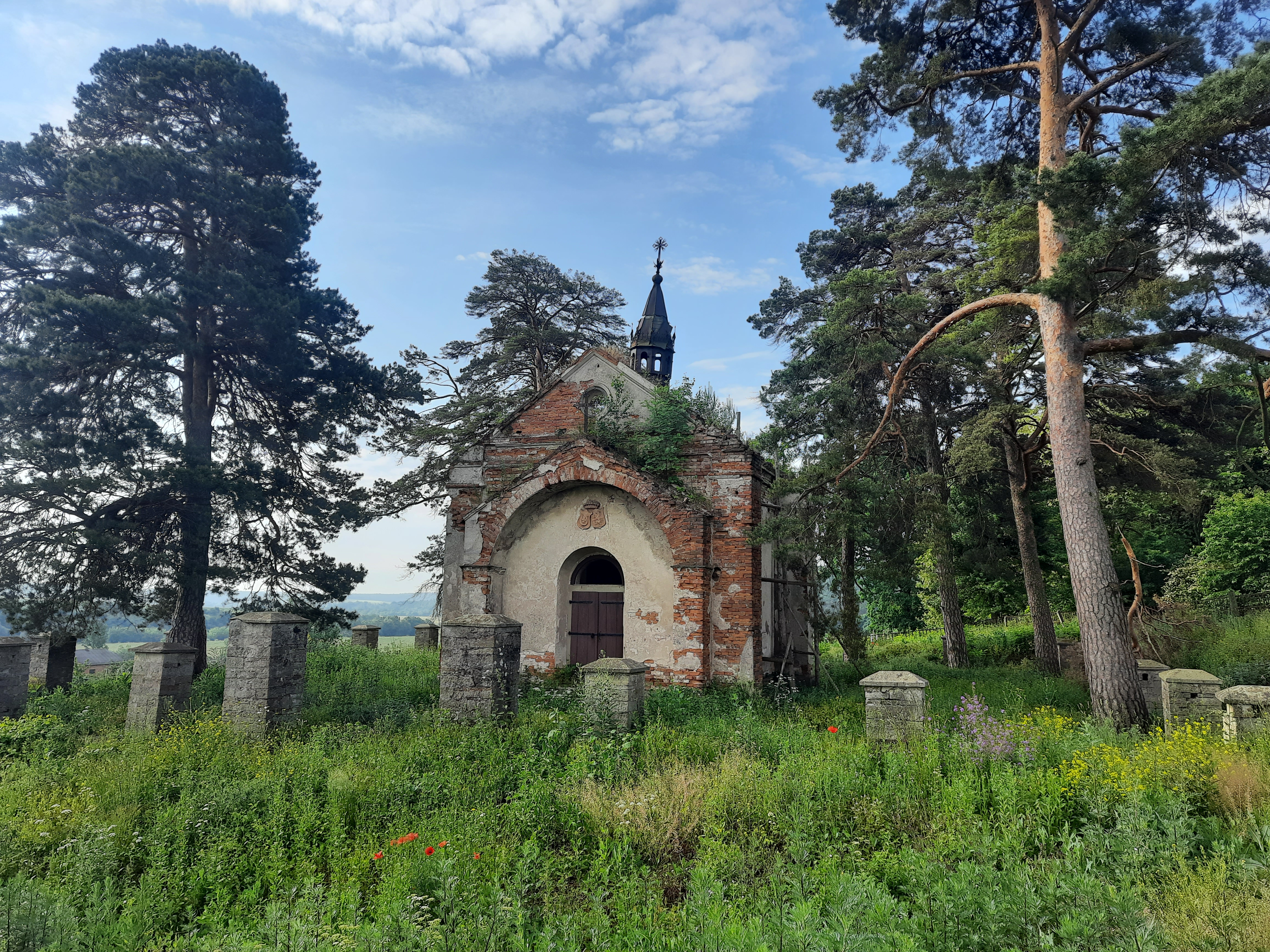
Каплиця-гробівець Козібродських
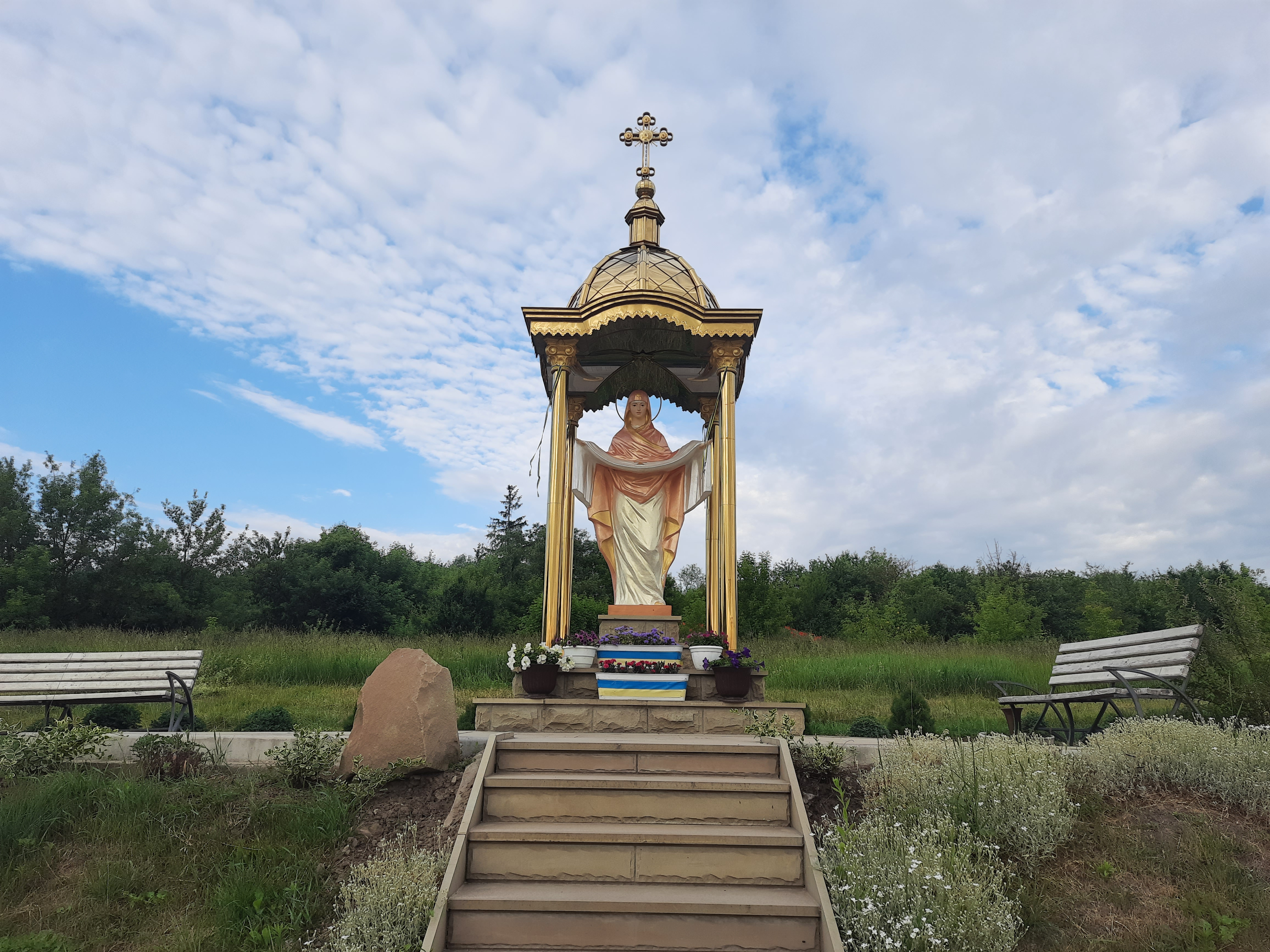
Фіґура Божої Матері
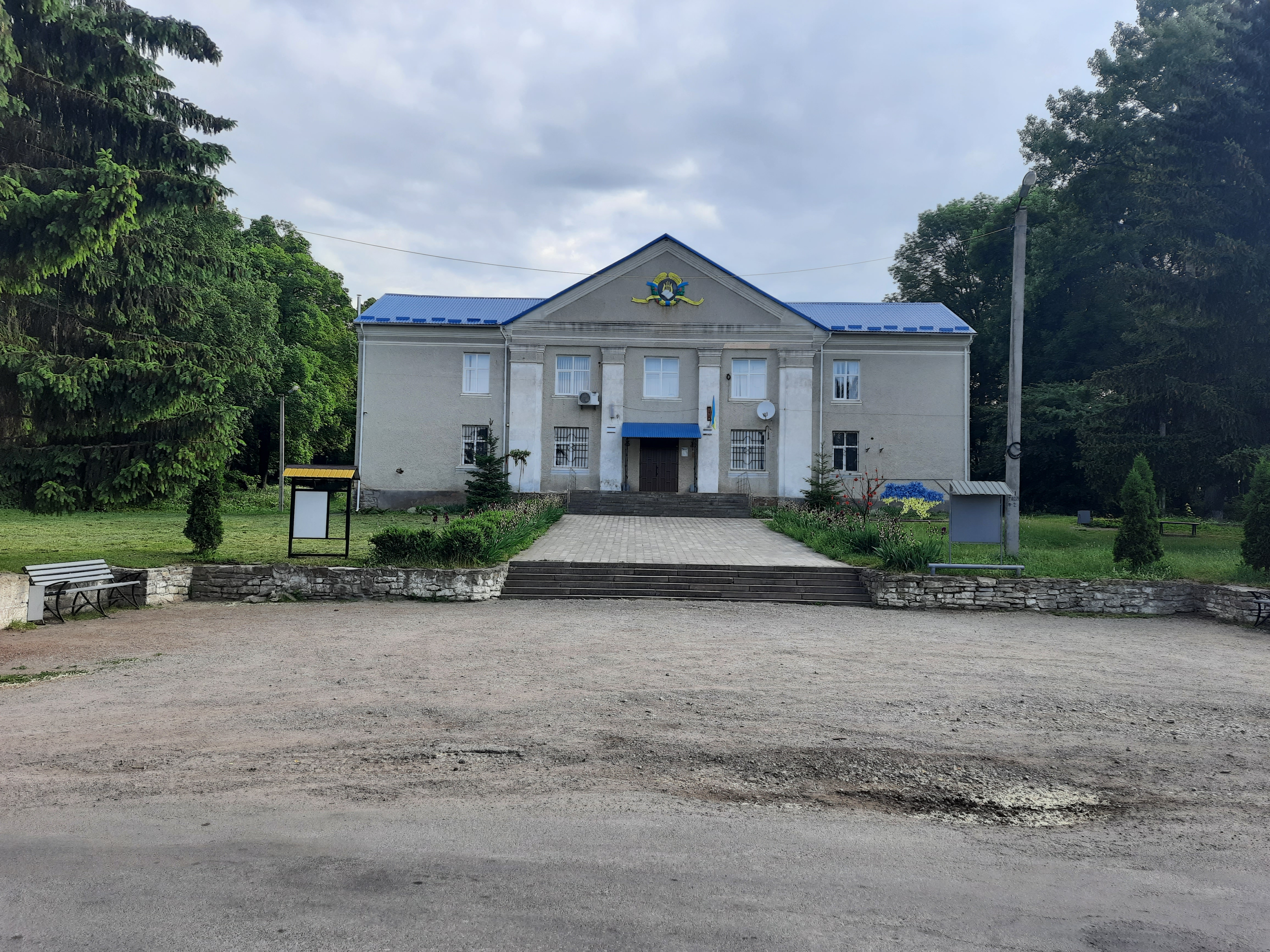
Будинок культури
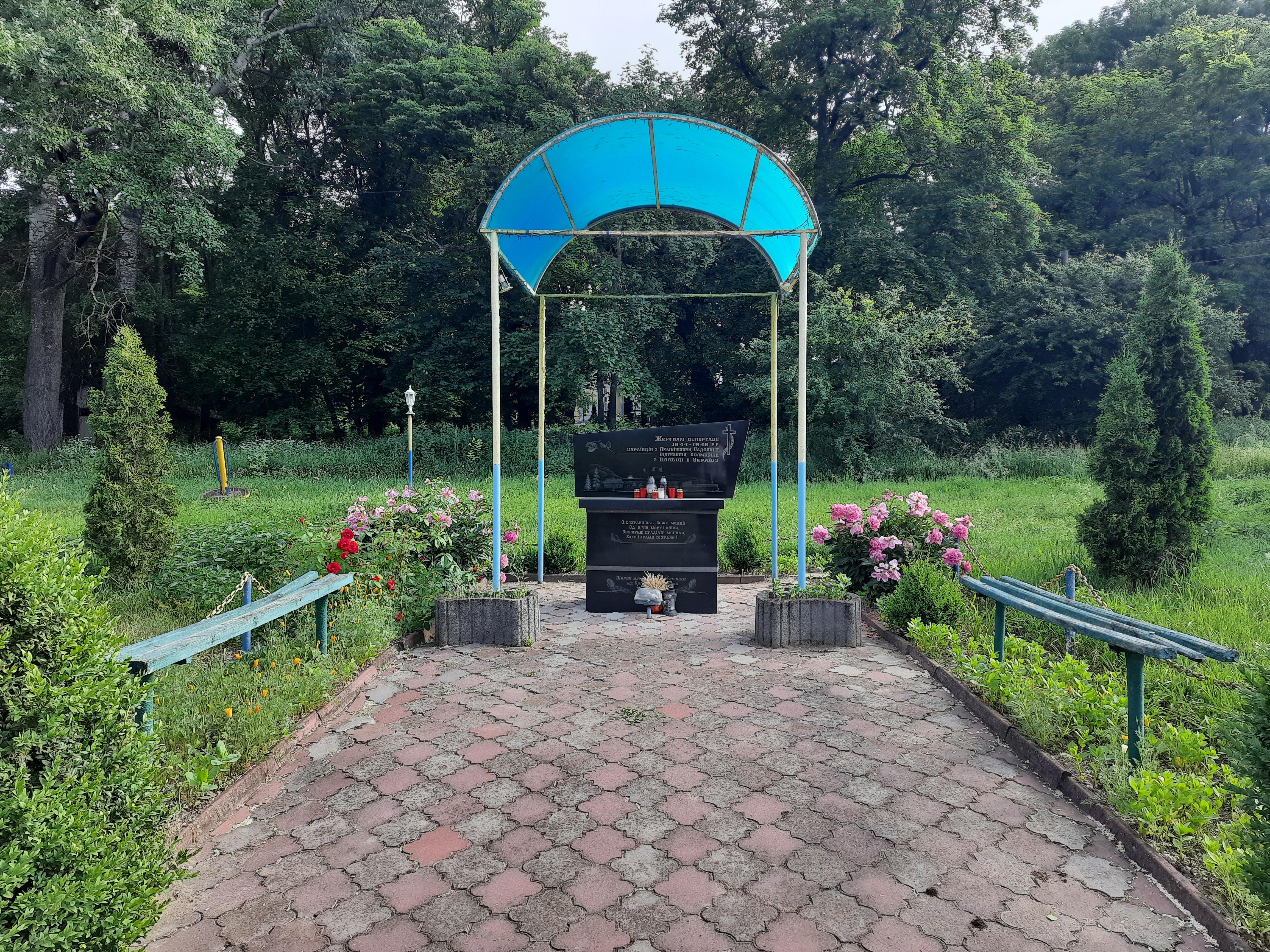
Пам'ятний знак жертвам депортації
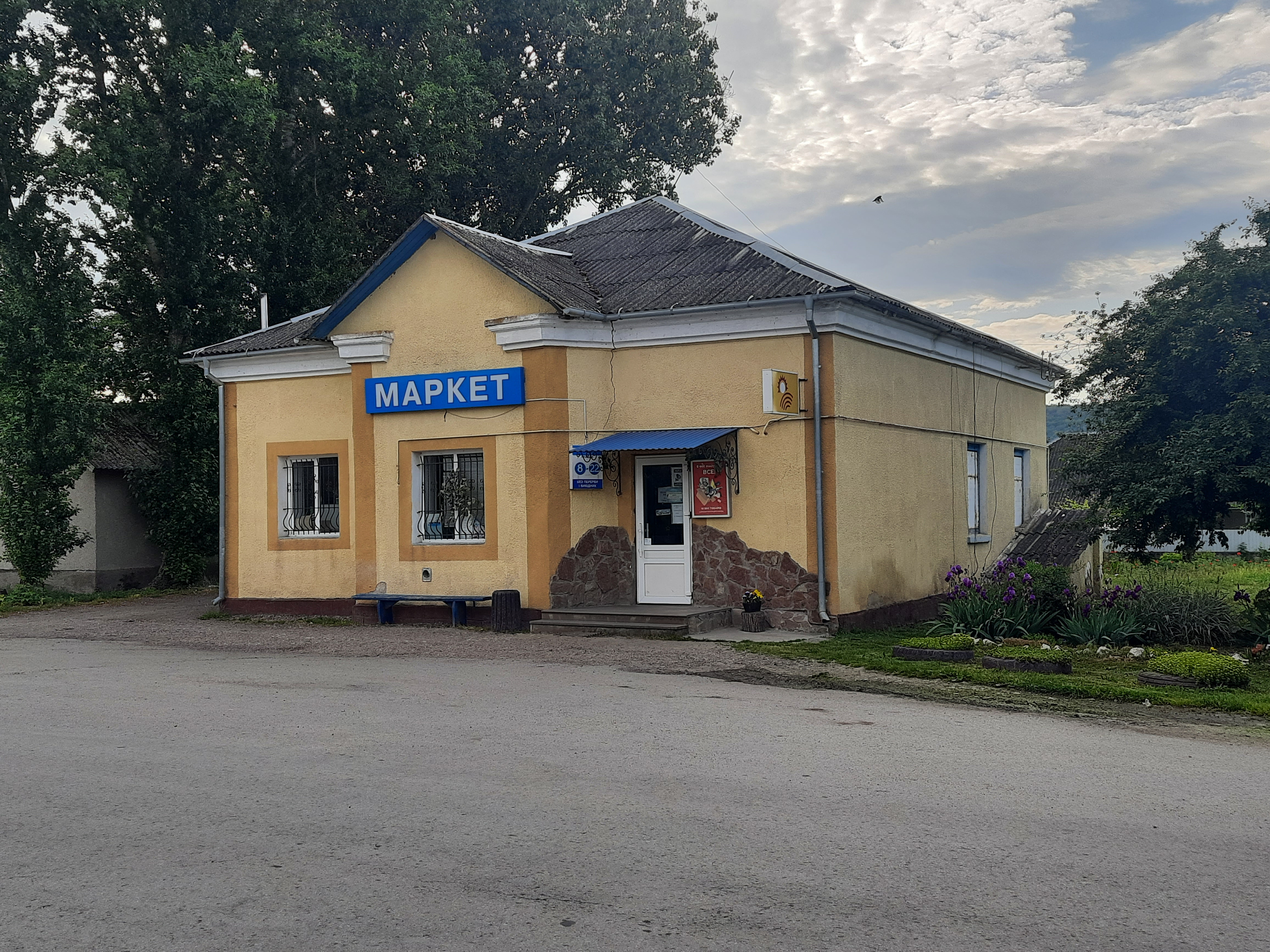
Крамниця
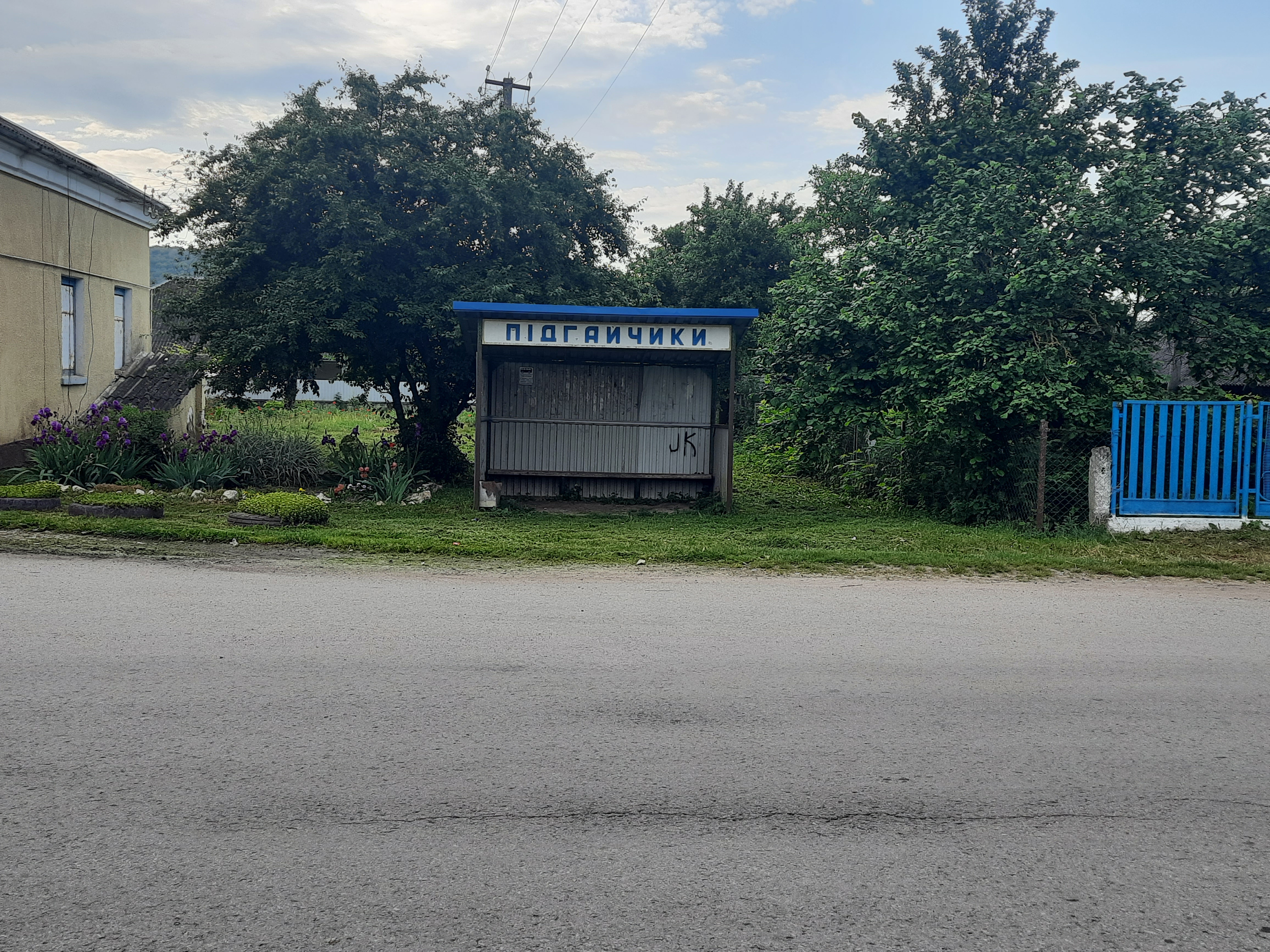
Автобусна зупинка